# Meinrad Rahm

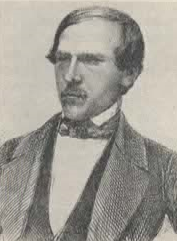
Meinrad Rahm

Meinrad Rahm (* 6. Juli 1819 in Hallau, Kanton Schaffhausen (Schweiz); † 14. September 1847 in Dresden) war ein Schweizer Stenograf.
Rahm war Autodidakt, der zunächst mit dem französischen Kurzschriftsystem von L. F. Fayet bekannt geworden war. Dem von ihm später entwickelten Kurzschriftsystem legte er Fayet'sche Regeln zugrunde und vermischte sie mit Entlehnungen von Franz Xaver Gabelsberger und Heinrich August Wilhelm Stolze. Da er in der Schweiz keinen Erfolg mit seinem System hatte, kam er 1844 nach Deutschland und lebte in Berlin und Dresden, wo er seine Schrift weiterentwickelte.
Das wichtigste Merkmal der Rahmschen Kurzschrift, die sich stark an die französische Nouvelle écriture  anlehnte, besteht darin, dass die Zeichen für die Mitlaute sämtlich in einem Stab (Stabgrundsatz) auslaufen und nur am Kopf geformt sind. Die Selbstlaute werden durch Verschmelzung mit dem Mitlautzeichen (am Fuss) dargestellt. Zur Unterscheidung wird wie bei Gabelsberger die Druckverstärkung benutzt. Im Auslaut erhalten die Mitlaute meistens eigene Zeichen. Zur Abkürzung der Schrift schuf Rahm zahlreiche Kürzel. Zudem eignet sich seine Schrift sehr gut, um eigene Kürzungen zu entwickeln.